# أحمد رضا دهبور
أحمد رضا دهبور Ahmad-Reza Dehpour، صيدلاني وعالم بيولوجيا إيراني، ولد في مدينة طهران عام 1948.
درس دهبور الصيدلة في جامعة طهران وحصل على الدكتوراه في علم الأدوية من كلية الطب في جامعة طهران، وشغل بعدها منصب رئيس الجمعية الإيرانية للصيدلة وعلم وظائف الأعضاء، ورئيس تحرير مجلة Acta Medica Iranica للعلوم الطبية، وهو عضو في هيئة تحرير مجلة Liver International وهي المجلة الرسمية للجمعية الدولية لأمراض الكبد ، يعمل أحمد رضا دهبور حالياً كأستاذ في كلية الطب بجامعة طهران، ونشر حتى الآن أكثر من 250 ورقة بحثية في المجلات العلمية الدولية المُحكمة.
في آذار مارس من العام 2010 تمَّ اختيار أحمد رضا دهبور من بين أفضل علماء العالم في الاستفتاء الذي نشرته مؤسسة طومسون للتحقيقات، وقد حل في المرتبة 1965 من بين أفضل علماء الصيدلة في العالم.

## أوراقه البحثية

### التأثيرات الوقائية للسوماتريبتان على نقص تروية الخصية المصابة بالانفتال
يهدف هذا البحث لدراسة التأثيرات الوقائية المحتملة للسوماتريبتان على حدوث نقص التروية في الخصية المصابة بالانفتال عند الفئران، ومحاولة الاستفادة من نتائجها في تقليل الضرر الذي قد يلحق بالخصية البشرية التي تتعرَّض للانفتال.
انفتال الخصية عند البشر Torsion of the Testicles هو حالة طبية إسعافية غير شائعة، تحدث عندما تنقطع التروية الدموية عن الخصية بشكل كلي أو جزئي بسبب دورانها حول محور الحبل المنوي، وتتطلب هذه الحالة تدخلاً جراحياً عاجلاً لإنقاذ نسيج الخصية من التموت بعد انقطاع التروية عنه.
أجرى أحمد رضا دهبور وزملاؤه دراسة على 42 فأر ذكر قُسمت لثلاث مجموعات، تمَّ حقن المجموعة الأولى بالسوماتريبتان بجرعة تتراوح من 0.1 – 1 مغ/كغ وإحداث انفتال بالخصية اليمنى بعدها لمدة ساعة، وفي المجموعة الثانية تمَّ إحداث الانفتال في الخصية اليمنى لمدة ساعة ولكن دون حقن السوماتريبتان، والمجموعة الثالثة كانت مجموعة شاهد، بعد 7 أيام من التجربة أجري استئصال الخصية ثنائي الجانب لفئران المجموعات الثلاثة وتمَّت دراستها عيانياً ومجهرياً، خلص الباحثون إلى أنَّ حقن السوماتريبتان قد تسبَّب في انخفاض الأذية الالتهابية والتأكسدية الناجمة عن نقص تروية الخصية المنفتلة، وعكست الدراسة الآثار المفيدة لحقن السوماتريبتان على المظهر العياني والنمط المجهري وعلامات الكيمياء الحيوية للخصية المصابة بالانفتال.

### تأثير فصل الأم عن مواليدها على الجهاز التناسلي الأنثوي
تهدف هذه الدراسة للبحث عن التأثيرات المحتملة لعملية فصل الأمهات عن مواليدها على وظيفة المبيض لدى إناث الفئران البالغة، حيث تمَّ فصل الأمهات عن مواليدها بعد عدة أيام من الولادة، ودراسة التغيرات النسيجية والكيميائية في أنسجة مبيض الأم مع مقارنتها مع الأمهات الطبيعيات.
أظهرت النتائج أن فصل الأم عن مواليدها زاد بشكلٍ كبير من الحدثيَّة الالتهابية في المبيض من خلال التأثير على السيتوكينات والعوامل الالتهابية الأخرى وزاد من إنتاج الجذور الحرة في أنسجة المبيض، كلُّ ذلك يؤدي في النهاية لآثار ضارة على مبيض الأم ويؤثر بشكل خاص على وظيفة الميتوكوندريا ومسارات الموت الخلوي المبرمج في أنسجة المبيض.

### تأثيرات الميلاتونين المضادة للالتهاب
الميلاتونين هو مادة عضوية تنتجها النباتات والحيوانات، وفي البشر يفرز الميلاتونين بواسطة الغدة الصنوبرية وبعض الأنسجة الأخرى ويشارك في العديد من الوظائف الهامة بما في ذلك تنظيم الحالة المزاجية والسلوكية والنوم والتكاثر وتعزيز التحفيز المناعي والعمليات المضادة للأكسدة ويعتبر كعامل مضاد للالتهاب أيضاً.
تهدف هذه المراجعة لتقييم البيانات المتعلقة بتأثير الميلاتونين المضاد للالتهاب مع التركيز بشكلٍ خاص على الآليات المسؤولة عن هذا السلوك، حيث أثبتت العديد من الدراسات المخبرية وبعض الدراسات على الحيوانات أنَّ للميلاتونين تأثيراً مضاداً للالتهاب في سياق عدد من الأمراض المزمنة التي قد تصيب أعضاءً مختلفة في ظروف مختلفة، ولكن التجارب السريرية فشلت في تأكيد هذا التأثير عند البشر، ولذلك فهذه المراجعة توصي بمزيدٍ من الدراسات واسعة النطاق وطويلة الامد حول فوائد الأطعمة أو المكملات الغذائية الغنية بالميلاتونين مع التأكيد على تحديد الجرعة المثالية التي تحقق الحماية طويلة الأمد من الأمراض الالتهابية المزمنة.

### التأثيرات الوقائية للمغنزيوم ضد السمية القلبية الناجمة عن دوكسوروبيسين
الدوكسوروبيسين هو علاج كيميائي فعال في مكافحة عدد من الأورام الخبيثة، ولكنَّ استطباباته باتت محدودة بسبب سميته القلبية التي تزيد بزيادة الجرعة، وهنا يبرز دور المغنزيوم الذي يحمي القلب ويعاكس تأثير الجذور الحرة والمواد المؤكسدة ويقلل من الموت الخلوي المبرمج في خلايا عضلة القلب.
تهدف هذه الدراسة إلى تقييم الفرضية القائلة بأن سمية القلب الناتجة عن تناول دوكسوروبيسين يمكن منعها أو التقليل منها عن طريق استخدام كبريتات المغنزيوم.
تم حقن مجموعة من الفئران الذكور بمحلول من دوكسوروبيسين وكبريتات المغنزيوم والمحلول الملحي العادي أربع مرات في الأسبوع لمدة أسبوعين متتاليين، ثم أجريت اختبارات قلبية شاملة مثل تخطيط القلب واستقصاءات قلبية مخبرية لتحري الأذية القلبية الناتجة عن دوكسوربيسين، وتبين أنَّ مشاركة كبريتات المغنيسيوم مع دوكسوروبيسين عكس التأثيرات السمية بشكلٍ كبير وخصوصاً فيما يتعلق بعتبة التحفيز القلبية وقوة التقلص العضلية الناجمة عن دوكسوروبيسين، بالإضافة إلى تحسين وزن الجسم والتقليل من معدل وفيات الفئران الناجم عن دوكسوروبيسين، والخلاصة أنَّ كبريتات المغنزيوم خففت من التأثيرات السامة للقلب للدوكسوروبيسين عن طريق زيادة فعالية الأنزيمات المضادة للأكسدة.

### فشل زرع الخلايا الشمية المأخوذة من الغشاء المخاطي البشري في التقليل من إلى أثيرات الناجمة عن أذيات النخاع الشوكي عند الفئران
اقترحت بعض الدراسات إمكانية علاج أذيات النخاع الشوكي باستخدام الخلايا الشمية بسبب أمان زرع هذه الخلايا وقدرتها المحتملة على التجديد، ومع ذلك فالتقارير متناقضة حول نتائج هذا الاستخدام وفوائده في النماذج الحيوانية، ولذلك كان الغرض من هذا البحث هو دراسة تأثير زرع الخلايا الشمية المأخوذة من الغشاء المخاطي البشري (OECs) على إصلاح أذيات الحبل الشوكي عند الفئران.
تم عزل خلايا شمية بشرية من الغشاء المخاطي البشري وزرعها في النخاع الشوكي لفئران تمَّت إصابتها بأذيات في نخاعها الشوكي تحديداً في المنطقة T8-T9، ودرست التأثيرات السلوكية الحسية والحركية من خلال ردود الفعل الانعكاسية التي يكون النخاع الشوكي مسؤولاً عنها لمدة سبعة أسابيع متتالية بعد الإصابة، وكانت النتائج كما يلي: لم يحسن زرع الخلايا الشمية البشرية المأخوذة من الغشاء المخاطي البشري من أذيات النخاع الشوكي عند الفئران، وهذا الزرع لم يعاكس الحدثيَّة الالتهابية أو النزف الدموي أو الأذيات العصبية الموجودة، بمعنى آخر لم يحدث الزرع أي تجديد في الأنسجة العصبية لتحسين الحركة أو الاستجابة العصبية.